# Габаритно-ваговий контроль
Габаритно-ваговий контроль — перевірка габаритних і вагових параметрів транспортного засобу (у тому числі механічного транспортного засобу), причепу і вантажу на предмет відповідності встановленим нормам щодо габаритів (ширина, висота від поверхні дороги, довжина транспортного засобу) та щодо навантаження (фактична маса, осьове навантаження), яка проводиться відповідно до встановленого порядку на стаціонарних або пересувних пунктах габаритно-вагового контролю.
У місці здійснення габаритно-вагового контролю на вимогу працівника пункту габаритно-вагового контролю або поліцейського водій механічного транспортного засобу повинен зупинитися, а також надати для перевірки документи і транспортний засіб.
У разі виявлення під час здійснення габаритно-вагового контролю невідповідності фактичних вагових та/або габаритних параметрів установленим нормам і правилам рух такого транспортного засобу та/або причепу забороняється до отримання в установленому порядку дозволу на проїзд автомобільними дорогами транспортних засобів, вагові або габаритні параметри яких перевищують нормативні, про що складається відповідний акт.